# Haselbach (Krainzbach)
Der Haselbach ist ein rund 1,7 Kilometer langer, linker Nebenfluss des Krainzbaches in der Steiermark. Er entspringt südöstlich des Hauptortes von Sankt Oswald bei Plankenwarth, nordwestlich der Rotte Leeb und fließt ziemlich geradlinig insgesamt nach Süden. Im nördlichen Hitzendorf mündet er beim Hof Grabenfranz in den Krainzbach, der danach stark nach rechts abknickt. Auf seinem Lauf nimmt er von links drei unbenannte Bäche auf.